# Lijst van voetbalinterlands Eritrea - Seychellen
Deze lijst van voetbalinterlands is een overzicht van alle officiële voetbalwedstrijden tussen de nationale teams van Eritrea en de Seychellen. De landen hebben tot op heden twee keer tegen elkaar gespeeld. De eerste ontmoeting was een kwalificatiewedstrijd voor de Afrika Cup 2004 op 8 september 2002 in Roche Caiman. Het laatste onderlinge duel, de returnwedstrijd in dezelfde kwalificatiereeks, werd gespeeld in Asmara op 21 juni 2003.

## Wedstrijden
| № | Plaats       | Datum            | Competitie                   | Wedstrijd            | Uitslag |
| - | ------------ | ---------------- | ---------------------------- | -------------------- | ------- |
| 1 | Roche Caiman | 8 september 2002 | Afrika Cup 2004 kwalificatie | Seychellen − Eritrea | 1 − 0   |
| 2 | Asmara       | 21 juni 2003     | Afrika Cup 2004 kwalificatie | Eritrea − Seychellen | 1 − 0   |

## Samenvatting
| Competitie              | Totaal gespeeld | Winst Eritrea | Gelijk | Winst Seychellen | Doelsaldo Eritrea – Seychellen |
| ----------------------- | --------------- | ------------- | ------ | ---------------- | ------------------------------ |
| Afrika Cup-kwalificatie | 2               | 1             | 0      | 1                | 1 − 1                          |
| Totaal                  | 2               | 1             | 0      | 1                | 1 − 1                          |

ENFF · 
Eritrees vrouwenelftal
Interlands
Tegenstander:
Angola ·
Botswana ·
Burundi ·
Djibouti ·
Ghana ·
Jemen ·
Kameroen ·
Kenia ·
Malawi ·
Mali ·
Mozambique ·
Namibië ·
Nigeria ·
Oeganda ·
Rwanda ·
Senegal ·
Seychellen ·
Soedan ·
Somalië ·
Swaziland ·
Tanzania ·
Zimbabwe
SFF · A-internationals · Seychels vrouwenelftal
1980 - 1989 · 
1990 - 1999 · 
2000 – 2009 · 
2010 – 2019 ·
2020 − 2029
Algerije ·
Angola ·
Bangladesh ·
Botswana ·
Burkina Faso ·
Burundi ·
Comoren ·
Congo-Kinshasa ·
Eritrea ·
Ethiopië ·
Gabon ·
Gambia ·
Ivoorkust ·
Kenia ·
Lesotho ·
Libië ·
Madagaskar ·
Malawi ·
Malediven ·
Mali ·
Mauritius ·
Mozambique ·
Namibië ·
Nigeria ·
Oeganda ·
Palestina ·
Rwanda ·
San Marino ·
Sierra Leone ·
Soedan ·
Sri Lanka ·
Swaziland ·
Tanzania ·
Tunesië ·
Zambia ·
Zimbabwe ·
Zuid-Afrika ·
Zuid-Soedan